# Xihuitl, le bleu éternel
 (avril 2012).
Pour les articles homonymes, voir Xihuitl.
Xihuilt, le bleu éternel est le nom d'une exposition qui s'est tenue du 18 mars au 3 juillet 2011 dans la salle F. Reichenbach du MAAOA de Marseille, ainsi que du catalogue de l'exposition rédigé sous la direction de Marianne Pourtal Sourrieu et d'un film documentaire éponymes, sur un crâne humain décoré d'une mosaïque de turquoises, provenant du Mexique, qui serait d'origine mixtèque.

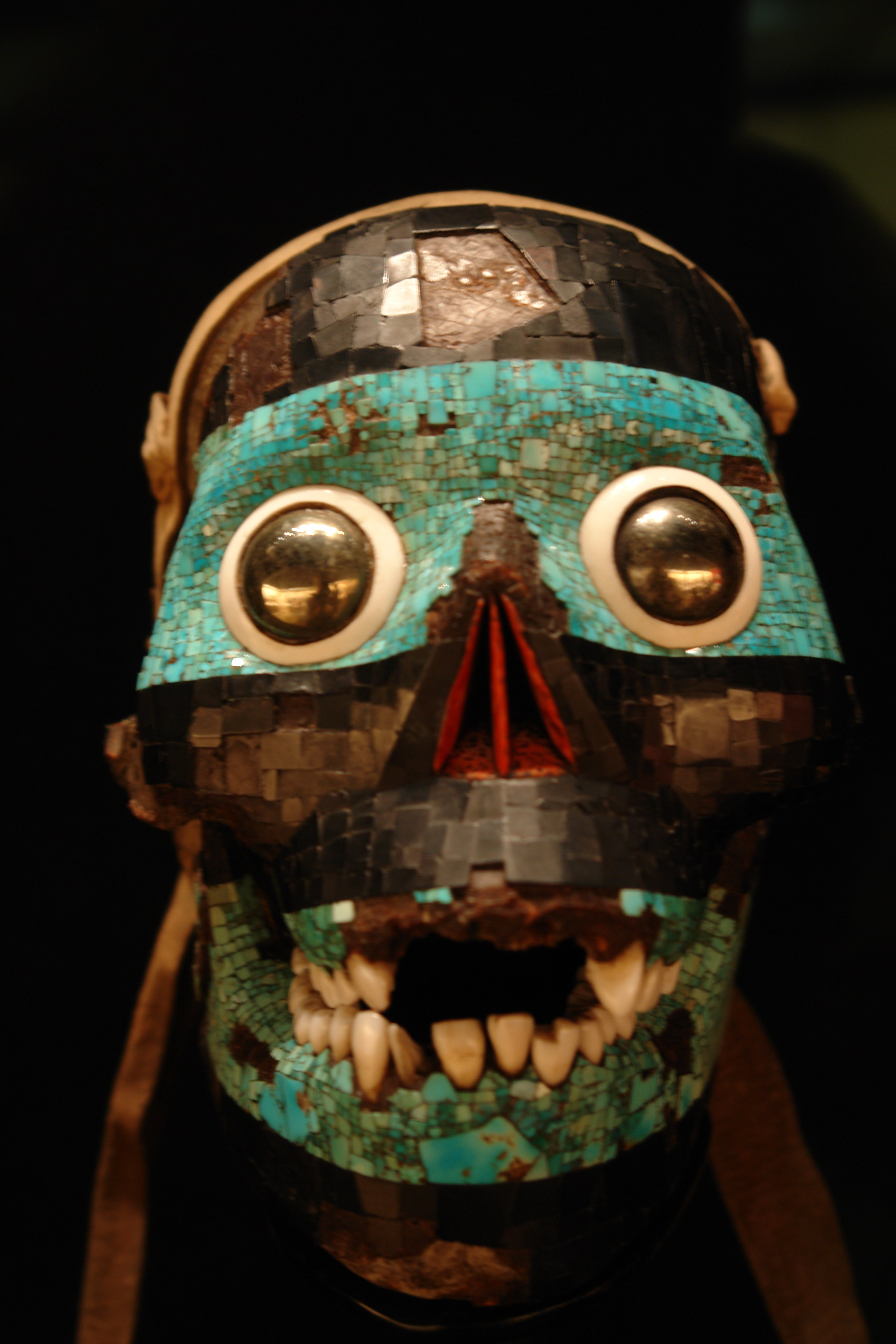
Un des nombreux masques en turquoise représentant le dieu Tezcatlipoca.

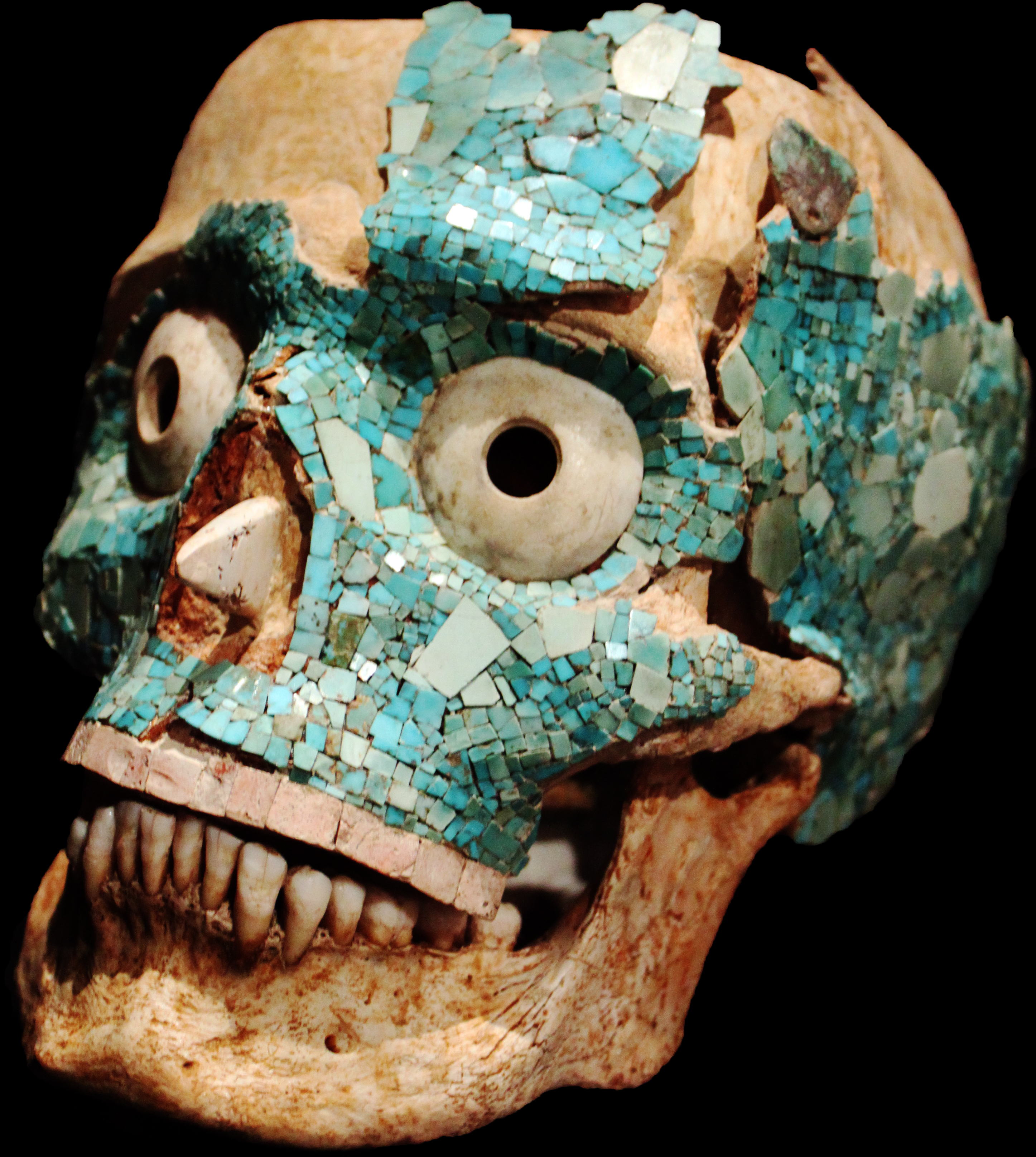
Masque funéraire mixtèque en turquoise.

## Le crâne

### Description
De forme platycéphale, ce crâne voit son frontal et sa mandibule recouvert de turquoises : deux bandes situées sur le tiers supérieur du frontal et sur la mandibule sont respectivement constituées de pyrite et de turquoise chauffées à 300 °C.

### Datation
La datation proposée de ce crâne est comprise entre 772 et 900 apr. J.-C.

### Histoire du crâne
Un crâne quasi similaire a été découvert par un jeune archéologue mexicain en 1932, Alfonso Caso, sur le site Monte Albán. Ce crâne est un précieux témoignage aujourd'hui car il reste le seul découvert dans un contexte archéologique précis. Il sera utilisé par la suite dans le film de Philippe de Broca : L'Homme de Rio.
Subtilisé, le crâne sera acheté pour la modique somme de 1 500 francs par le neurologue Henri Gastaut, qui complétera son abondante collection.